# Ungarische Badminton-Mannschaftsmeisterschaft 2021
Die Ungarische Badminton-Mannschaftsmeisterschaft 2021 war die 53. Auflage des Teamwettstreits in Ungarn. Es wurde ein Wettbewerb für gemischte Mannschaften ausgetragen. Meister wurde das Team von Tisza Tollas SE.

## Endstand
| Platz | Mannschaft           |
| ----- | -------------------- |
| 1.    | Tisza Tollas SE      |
| 2.    | Pécsi Multi Alarm SE |
| 3.    | Fehérvár BSE         |
| 4.    | Debreceni TC-DSC-SI  |
| 5.    | Hajdúszoboszlói TSE  |
| 6.    | Újpesti TSE          |